# یواس‌اس ویکسبرگ (۱۸۶۳)
یواس‌اس ویکسبرگ (۱۸۶۳) (به انگلیسی: USS Vicksburg (1863)) یک کشتی بود که طول آن ۱۸۵ فوت (۵۶ متر) بود. این کشتی در سال ۱۸۶۳ ساخته شد.